# 横山勝也
横山 勝也（よこやま かつや、1934年12月2日 - 2010年4月21日）は日本の尺八奏者。東京音楽大学名誉教授、国際尺八研修館館長としても活躍。 1967年（昭和42年）に小沢征爾指揮のニューヨーク・フィルと武満徹作曲の「ノヴェンバー・ステップス」を演奏し、その後世界各国のオーケストラと数多く共演するなど国際的にも知られた。

## 経歴
祖父である琴古流の横山篁邨、父の横山蘭畝から尺八を習い、25歳の時には福田蘭童、父と交流のあった海童道祖というまったく行く道を異にする師匠について学んだ 。
- 1960年、第6期NHK邦楽技能者育成会卒業。
- 1963年、村岡実 、宮田耕八朗と東京尺八三重奏団を結成。（後に日本音楽集団に成長）
- 1964年、初代山本邦山、2代青木鈴慕と尺八三本会を結成。
- 1967年、小沢征爾指揮のニューヨーク・フィルと武満徹の「ノヴェンバー・ステップス」を演奏。
- 1971年、芸術選奨を受賞[5] 。
- 1972年、第26回文化庁芸術祭優秀賞を受賞[6]。
- 1973年、第27回文化庁芸術祭大賞を受賞[6]。
- 1988年、国際尺八研修館を岡山県美星町に開館、初代館長。
- 1994年、第一回美星国際尺八音楽祭を開催。
- 1998年、第二回ボルダー国際尺八音楽祭に招待され、海外の著名奏者との共演も行う。
- 2001年、鬼武者,「交響組曲Rising Sun」の尺八を担当。
- 2002年、紫綬褒章受章。
- 2010年、4月21日死去。法名『響流院釋勝楽』[3]。